# Черепаха Лейте
Черепаха Лейте (Siebenrockiella leytensis) — вид черепах з роду Азійська темна черепаха родини Азійські прісноводні черепахи. Інша назва «філіппінська черепаха».

## Опис
Загальна довжина карапаксу досягає 21 см. Голова велика. Очі маленькі. Карапакс подовжений, обтічної форми, без вираженого кіля.
Голова коричневого кольору, буває з червонуватим відливом або цятками. Ближче до кінця голови, перетинаючи тимпанічні щитки, розташована горизонтальна жовта або біла широка смуга. Шия темно-коричнева зверху, знизу і з боків світліша. Колір карапаксу коричневий з червонуватим відливом. Пластрон й переминка за кольором мінливі: від жовтого до коричневого або червонувато—коричневого.

## Спосіб життя
Полюбляє невеличкі річки, болота, струмки. Дуже потайна черепаха, боязка. Активна вночі або у сутінках. Харчується рибою, ракоподібними, водними рослинами.
Самиця відкладає до 5 яєць. Процес парування й інкубації ще достатньо не вивчено.

## Розповсюдження
Мешкає на островах Лейте та Палаван (Філіппіни).